# Внутрисхемное программирование
Внутрисхемное программирование (англ. in-system programming, сокр. ISP, также in-circuit serial programming, ICSP) — технология программирования электронных компонентов (ПЛИС, микроконтроллеры и т. п.), позволяющая программировать компонент, уже установленный в устройство. До появления этой технологии компоненты программировались перед установкой в устройство, для их перепрограммирования требовалось их извлечение из устройства.

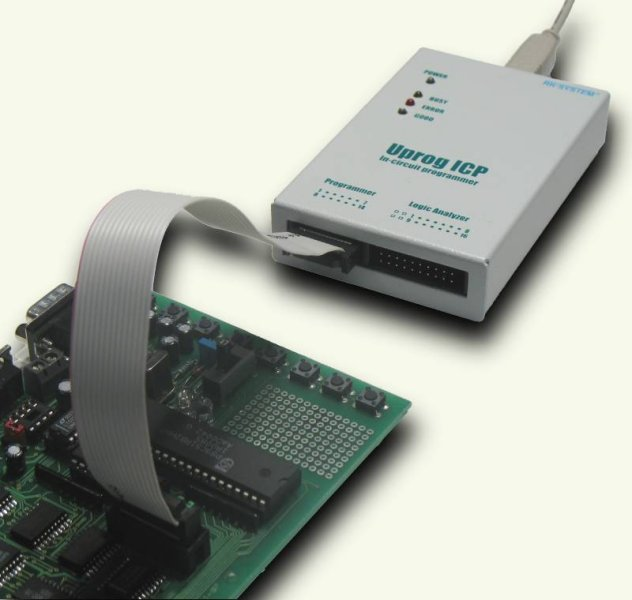

Главным преимуществом технологии является возможность объединения процесса программирования и тестирования при производстве, исключив отдельную фазу программирования компонентов перед окончательной сборкой. Технология также позволяет производителям устройств обойтись без закупки заранее запрограммированных компонентов, выполняя программирование прямо в процессе производства. Это позволяет снизить стоимость производства и вносить изменения в программируемую часть устройства без остановки производства.
Микросхемы, имеющие возможность внутрисхемного программирования, обычно имеют специальную схему, генерирующую напряжения, необходимые для программирования, из обычного напряжения питания, а также схему для коммуникации с программатором посредством последовательного интерфейса (большинство микросхем использует вариации протокола JTAG). Программирование через интерфейс ISP происходит по пяти линиям связи: MOSI, MISO, SCK, RESET и GND.
Существуют два основных способа ISP:
- программатор работает с ПЗУ и EEPROM микроконтроллера (МК) как с внешней памятью, самостоятельно размещая байты прошивки по нужным адресам. Ядро МК при этом не задействовано, а выводы переведены в высокоимпедансное состояние;
- используется загрузчик (bootloader) — небольшая программа, записанная обычно в конце ПЗУ МК. При этом сектор ПЗУ, отведённый под загрузчик, должен быть отмечен тем или иным способом (обычно установкой конфигурационного бита в состояние, указывающее на наличие загрузчика и объём ПЗУ (с конца) под него отведённый). В этом случае при старте МК управление передаётся сначала загрузчику (вектор старта переносится с нулевого адреса ПЗУ на первый байт сектора загрузчика). Загрузчик проверяет наличие заранее определённых условий (комбинации сигналов на выводах МК, состояние переменной в EEPROM и т. п.) и, если условия не совпадают, передаёт управление основной программе. Если же условия совпадают, загрузчик переходит в режим программирования, готовый принимать данные через любой, заранее определённый программистом, интерфейс и размещать их в ПЗУ. При этом МК программирует «сам себя».

Преимущество загрузчика заключается в том, что возможно программирование МК через любой имеющийся у него интерфейс любым удобным протоколом (даже зашифрованным, если загрузчик возьмёт на себя и расшифровку). Загрузчик также удобен при удалённом обновлении прошивки МК. Недостаток — часть ПЗУ недоступна для размещения основной программы.
После того как загрузчик записал в память микроконтроллера прошивку, он в дальнейшем или запускает прикладную программу сам или ожидает какой-то команды от управляющей программы на компьютере, это зависит от реализации конкретного загрузчика.
Обновление прошивки микроконтроллера также может производится этим же загрузчиком, при этом сам он не затирается (хотя такая возможность и существует).